# Aleksandr Szanin
Aleksandr Michajłowicz Szanin (ros. Алекса́ндр Миха́йлович Ша́нин, ur. 1894 we wsi Ozierieckoje w guberni moskiewskiej, zm. 14 sierpnia 1937 w Moskwie) – funkcjonariusz Czeka/OGPU/NKWD, komisarz bezpieczeństwa państwowego II rangi.

## Życiorys
Pochodził z biednej rosyjskiej rodziny chłopskiej, 1904 skończył szkołę podstawową w rodzinnej wsi, później pracował w gospodarstwie ojca, 1914-1915 pracował w magazynie fabrycznym, od września 1915 do maja 1918 służył w armii rosyjskiej. Od listopada 1918 członek RKP(b)/WKP(b), od kwietnia 1919 pracownik wywiadu Armii Czerwonej, od 1920 w Wydziale Specjalnym 5 Armii, od czerwca 1920 funkcjonariusz Czeki, od 6 czerwca 1922 do 5 czerwca 1930 szef wydziału Centralnej Registratury GPU RFSRR/OGPU ZSRR, równocześnie od 1 października 1923 do 11 listopada 1931 sekretarz Kolegium OGPU ZSRR. Od 29 maja 1930 do 13 lutego 1932 komendant Centralnej Szkoły OGPU ZSRR, równocześnie od 25 lipca do 18 sierpnia 1931 szef Głównego Inspektoratu Milicji OGPU, od 18 sierpnia 1931 do 23 marca 1932 szef Oddziału 1 Wydziału Specjalnego OGPU ZSRR, od 23 marca 1932 do 28 sierpnia 1933 zastępca pełnomocnego przedstawiciela OGPU na Kraj Zachodniosyberyjski, od 28 sierpnia 1933 do 10 lipca 1934 zastępca szefa Wydziału Ekonomicznego OGPU ZSRR. Od 10 lipca 1934 do 27 marca 1935 zastępca szefa Wydziału Ekonomicznego NKWD ZSRR, od 27 marca 1935 do 25 grudnia 1936 szef Wydziału Transportowego GUGB, od 26 listopada 1935 komisarz bezpieczeństwa państwowego II rangi, od 25 grudnia 1936 do 7 kwietnia 1937 szef Wydziału 6 GUGB. Nagrodzony Odznaką "Honorowy Funkcjonariusz Czeki/GPU (V)" i Odznaką "Honorowy Funkcjonariusz Czeki/GPU (XV)". 
W czasie "wielkiego terroru" 22 kwietnia 1937 aresztowany przez NKWD, 14 sierpnia 1937 skazany na śmierć przez Kolegium Wojskowe Sądu Najwyższego ZSRR i stracony.